# دانيال كونراد
دانيال كونراد (بالإنجليزية: Daniel Conrad)‏ هو رسام أمريكي، ولد في 1946.